# 谷村昌彦
谷村 昌彦（たにむら まさひこ、1927年〈昭和2年〉2月25日 - 2000年〈平成12年〉8月6日）は、日本の俳優、タレント、コメディアン。山形県山形市出身。血液型はB型。旧芸名は谷村伸一。本名は武田忠。

## 来歴・人物
1941年に上京。文化座に入団。
浅草公園六区の舞台で役者としての活動を始め、同時に高輪工業学校（現・高輪中学校・高等学校）に通ったが、最終的には中退。
1944年に森川信一座へ入団。その後は空気座に所属し、1954年に金星プロに所属。
田舎訛りのキャラクターや東北弁を使っているのがウケ、刑事ドラマや時代劇のレギュラーとして活躍。
日本喜劇人協会の理事も務めていた。
『Gメン'75』には多くゲスト出演があったが、晩年に古田刑事としてレギュラーに迎えられる。これは東映のプロデューサーである近藤照男が決めたという。発表されると周囲からは「彼をレギュラーに迎えるのは本当か?」とよく訊かれ、それに対して「そうだ。彼を使うことに決めた」と言い、始めは登用に疑問を述べる関係者が多くいたということを販売されたDVD BOXの解説書に記載されている。
2000年8月6日、膵臓がんのため73歳で死去。

## 出演

### 映画
- 極楽第一座 アチャラカ誕生（1956年、東宝）
- 金語楼の成金王（1957年、新東宝） - 馬吉
- サザエさんシリーズ（東宝）
  - サザエさんの新婚家庭（1959年）
  - サザエさんの脱線奥様（1959年）
- 青年の椅子（1962年、日活） - 岡谷友吉
- 学園広場（1963年、日活） - 小倉先生
- 河内ぞろ 喧嘩軍鶏 (1964年、日活)
- 黒い賭博師（1965年、日活） - 花田刑事
- マカオの竜 (1965年、日活)
- 命しらずのろくでなし（1965年、日活） - 春風吹太
- 陽のあたる坂道（1967年、日活） - 弥五郎
- 関東も広うござんす（1967年、日活）
- 紅の流れ星（1967年、日活)
- 嵐の果し状 (1968年、日活)
- やくざ渡り鳥 悪党稼業（1969年、日活） - 松吉
- 女親分 喧嘩渡世（1969年、東映） - アイアンの馬場
- 喧嘩博徒 地獄の花道（1969年、日活） - 仙太
- 嵐の勇者たち（1969年、日活）
- 蝦夷館の決闘 (1970年)
- 男はつらいよシリーズ（松竹）
  - 男はつらいよ 望郷篇（1970年） - 子分
  - 男はつらいよ 寅次郎恋歌（1971年） - 労務者
  - 男はつらいよ 寅次郎純情詩集（1976年） - 口上を述べる男
- どですかでん（1970年、東宝） - 惣さん
- ツンツン節だよ 全員集合!!（1971年、松竹） - 善公
- 暁の挑戦（1971年、松竹）
- まむしの兄弟シリーズ（東映）
  - 懲役太郎 まむしの兄弟（1971年） - 原警部
  - まむしの兄弟 お礼参り（1971年） - ホテルのフロント係
  - まむしの兄弟 傷害恐喝十八犯（1972年） - 定吉
- 人生劇場 青春篇・愛欲篇・残侠篇（1972年、松竹） - 時鉄
- 黒の奔流（1972年、松竹） - 運転手
- 剣と花（1972年、松竹）
- 虹をわたって（1972年、松竹） - 船長
- 花と龍 青雲篇 愛憎篇 怒濤篇（1973年、松竹） - 六ゾロの源
- としごろ（1973年、松竹）
- 三池監獄 兇悪犯（1973年、東映） - 徳爺
- 必殺仕掛人（1973年、松竹） - 銭湯の職人
- 宮本武蔵（1973年、松竹） - 佐助
- 人間革命（1973年、東宝） - 看守
- 日本侠花伝（1973年、東宝） - 金景福
- ノストラダムスの大予言（1974年、東宝） - 田山[3][2]
- ザ・ドリフターズの極楽はどこだ!!（1974年、松竹） - 競輪場の焼そば屋
- トラック野郎シリーズ（東映）
  - トラック野郎・御意見無用（1975年）
  - トラック野郎・突撃一番星（1978年） - 谷村
  - トラック野郎・一番星北へ帰る（1978年） - 石川孫六
- ザ・ドリフターズのカモだ!! 御用だ!!（1975年、松竹） - 関山
- こちら葛飾区亀有公園前派出所（1977年、東映） - 酒屋の主人
- 野性の証明（1978年、東映） - 商店主
- 遥かなる走路（1980年、松竹） - 運送店主
- 炎のごとく（1981年、東宝） - 「八百藤」の藤兵衛
- 鬼龍院花子の生涯（1982年、東映） - 白井善七
- 日本海大海戦 海ゆかば（1983年、東映） - 下宿屋老主人
- まあだだよ（1993年、東宝） - 肉屋の親父

### テレビドラマ
※太字はレギュラー出演
- セールスマン水滸伝（1959年 - 1962年、フジテレビ）
- 特別機動捜査隊（NET）
  - 第174話「早春」（1965年）
  - 第175話「雛まつり」（1965年）
  - 第795話「愛の終着駅」（1977年） - 日守健三
- 忍者ハットリくん（1966年 - 1967年、NET） - 花岡実太（）
- こりゃまた結構（1967年、TBS）
- 快獣ブースカ 第22話「大爆発! ご用心」（1967年、NTV） - タコ原タコ之助
- 忍者ハットリくん+忍者怪獣ジッポウ 第14話「天下の名馬は流石でござる」（1967年、NET） - ヤブタ歯科院長
- 素浪人 月影兵庫 第2シリーズ 第71話「おらは死んじまった筈だった」（1968年、NET） - 左吉
- 五人の野武士 第5話「おん大将のおん首」（1968年、NTV / 三船プロ） - 孫兵衛
- 素浪人 花山大吉（NET）
  - 第4話「一人残らず抜けていた」（1969年） - 長屋の住人・竹
  - 第37話「バカにかまってバカをみた」（1969年） - 飛脚・安造
  - 第47話「夜になるほど強かった」（1969年） - 大工棟梁・留五郎
- 銭形平次（CX）
  - 第150話「謎の供養料」（1969年） - 儀助
  - 第285話「八丁堀の女」（1971年） - 源助
- キイハンター 第87話「女殺し屋シカゴローズ只今参上」（1969年、TBS）
- Oh! それ見よ 第6話「キリストの場合」（1969年、TBS）
- 人形佐七捕物帳 第1話「江戸一番のいい男」（1971年、NET / 東宝） - 読売屋
- 恋愛術入門 第16話「スパイス大作戦」（1971年2月7日、TBS / 国際放映） - レストラン支配人
- 帰ってきたウルトラマン 第32話「落日の決闘」（1971年、TBS） - 野原作太
- 一心太助 第17話「この子誰の子」（1972年、CX / 国際放映） - 原清右衛門
- 大河ドラマ（NHK）
  - 国盗り物語（1973年） - 宿河原のこえん
  - 獅子の時代（1980年） - 農民の頭目
  - 八代将軍吉宗（1995年） - 松平輝貞
- ご存知遠山の金さん （1973年 - 1974年、NET / 東映） - 岡っ引・三味線堀の伝助 ※市川段四郎版
- 必殺シリーズ（ABC / 松竹）
  - 助け人走る 第16話「掏摸大一家」（1974年） - なげ込みの辰次
  - 必殺仕置屋稼業 第1話「一筆啓上地獄が見えた」（1975年） - 与力・高畑
- 顔で笑って 第24話「ママどこへ行ったの？」（1974年、TBS / 大映テレビ） - 入院患者
- ぶらり信兵衛 道場破り 第27話「まごころ」（1974年、CX） - 忠吉
- 斬り抜ける 第9話「男は耐えていた」（1974年、ABC） - 新八
- 水もれ甲介（1974年 - 1975年、NTV / ユニオン映画） - 大島竹造
- おふくろさん（1975年、NTV）
- 水戸黄門（TBS / C.A.L）
  - 第6部 第25話「海道一の大盗人 -金谷-」（1975年9月15日） - 熊吉
  - 第7部 第26話「馬にひかれて善光寺 -長野-」（1976年11月15日） - 源助
  - 第15部 第39話「野望砕いた江戸城の対決 -江戸-」（1985年10月21日） - 為蔵
- 夜明けの刑事（TBS）
  - 第40話「人妻を狙う狼!」（1975年） - 大山良介
  - 第110話「危うし!女刑事」（1977年）
- Gメン'75（TBS）
  - 第17話「死刑実験室」（1975年） - 半田為市
  - 第56話「魚の目の恐怖」（1976年） - 大沼源三郎
  - 第77話「指の無いタクシー運転手」（1976年） - 安井孫市
  - 第96話「停年強盗」（1977年） - 片山真吾
  - 第116話「エクソシスト殺人事件」（1977年） - 向井巡査部長刑事(青森県警)
  - 第139話「女子大生ネクタイ絞殺事件」（1978年） - 浦山茂
  - 第174話「母ちゃんは地獄へ行け!」（1978年） - 皆川セイジ
  - 第206話「催眠術殺人事件」（1979年） - 玉井なおぞう(父)
  - 第243話「奇妙な男と女のギャング」（1980年） - 相沢こうへい(元巡査部長)
  - 第309話「15年も生きていた死体」（1981年） - 安田茂男
  - 第331話「新GメンVSニセ白バイ軍団」 - 第355話「サヨナラGメン75また逢う日まで」（1981年10月10日 - 1982年4月3日） - 古田刑事(巡査部長)
- 影同心 第26話「金がかたきの殺し節」（1975年、MBS / 東映） - 伝五郎
- プレイガールQ 第68話「女は裸で命を守る」（1976年、12ch / 東映） - 野坂
- 俺たちの旅 第30話「ふられ男が旅に出ました」（1976年、NTV / ユニオン映画） - 浜田の父
- 人魚亭異聞 無法街の素浪人 第1話「駅馬車暁の襲撃」（1976年、NET） - 荒助
- 非情のライセンス （NET）
  - 第2シリーズ 第80話「兇悪のゆりかご」（1976年） - 吉村勝治
  - 第2シリーズ 第120話「濡れ衣」（1977年） - 大堀正男
- 太陽にほえろ! 第212話「情報」（1976年、NTV） - 中本安五郎
- 桃太郎侍（1976年 - 1981年、NTV） - 彦助
- 赤い衝撃 第18話「結婚するなら母は死にます」（1977年、TBS） - 自動車教習所の教官
- ロボット110番（1977年、ANB） - 南田巡査
- 特捜最前線（ANB）
  - 第7話「愛の刑事魂」（1977年） - 根岸一夫
  - 第268話「壁の向うの眼!」（1982年）
  - 第370話「隅田川慕情!」（1984年）
- 気まぐれ天使 第31話「赤い夕陽にピンクの風」（1977年、NTV / ユニオン映画） - 警備員・森
- 連続テレビ小説 / いちばん星（1977年、NHK）
- 新幹線公安官 第2シリーズ 第2話「親不孝最終便」（1978年、ANB） - 坂本
- 気まぐれ本格派 第32話「20億円は夢じゃー!」（1978年、NTV / ユニオン映画） - 警備員
- 大岡越前（TBS / C.A.L）
  - 第5部 第21話「犬に咬まれたドジな奴」（1978年6月26日） - 伊助
  - 第7部 第7話「嘘つき親父の真実」（1983年6月6日） - 桝吉
- 同心部屋御用帳 江戸の旋風IV 第11話「友情一路」（1979年、CX） - 又蔵
- ドラマ人間模様（NHK）
  - 続・事件 海辺の家族（1979年） - 浜村栄一
  - 続 夢千代日記（1982年） - 灰谷
  - 花へんろ・風の昭和日記（1985年）
  - 花へんろ・風の昭和日記 第二章（1986年）
  - 花へんろ・風の昭和日記 第三章（1988年）
- 鉄道公安官（1979年、ANB）
- ゆうひが丘の総理大臣 第27話（1979年、NTV） - 派出所巡査
- 吉宗評判記 暴れん坊将軍
  - 第94話「初春や昼行灯も浮かれ出し」- 熊谷六兵衛（1980年）
  - 第156話「子連れじょんがら無念流」- 丹波一刀斎（1981年）
- 噂の刑事トミーとマツ（TBS）
  - 第1シリーズ
    - 第1シリーズ 第13話「銭湯でタイホ! 刑事も裸、犯人も裸」（1980年） - 三村
    - 第1シリーズ 第52話「夜ふけのダンスは死のタンゴ」（1980年） - 石月

  - 第2シリーズ 第24話「行け猿島! モジャ課長死のピンチ」（1982年） - マサ
- 土曜ワイド劇場（ANB）
  - 三毛猫ホームズの追跡（1980年）
  - 京都殺人案内19（1993年）
  - 京都殺人案内23（2000年)
  - 家政婦は見た!12（1993年）
  - 新・赤かぶ検事奮戦記1-7、9-11（1994年 - 2000年） - 岡田警部
  - 京都の芸者弁護士2・恥じらうビーナス連続殺人!（1998年7月25日） - 北村仙吉
  - ダイエット三姉妹の旅情事件簿
    - 第2作（1998年）
    - 第3作（1999年） - 吉田老人

  - バツイチ駆け込み尼寺探偵局（1999年）
  - 温泉医ぽっかや診療所事件カルテ1（2001年） - 本多彦太郎 役
- 立花登・青春手控え 第8話「わかれ道」（1982年、NHK）
- 鬼平犯科帳 第3シリーズ 第19話「はさみ撃ち」（1982年、テレビ朝日） - 弥治郎
- 御宿かわせみ 第2シリーズ 第10話「師走の月」（1982年、NHK） - 鉄五郎
- 松平右近事件帳 第41話「ろくでなしの恩返し」（1982年）- 作兵衛
- 銀河テレビ小説 / 旅びと（1983年、NHK）
- 西部警察 PART-III 第23話「走る炎!! 酒田大追跡 山形編」（1983年、ANB） - 酒田署刑事
- 大奥 第29話「渚の体験」（1983年、KTV） - 伍平
- 暴れん坊将軍II 第77話「こんな悪事が俺にも出来た!?」（1984年） - 山川甚兵衛
- 時代劇スペシャル 怪談津の国屋 半七捕物帳（1984年、CX / 国際放映） - 竹造
- スクール☆ウォーズ（1984年 - 1985年、TBS） - 江藤
- 冬構え（1985年3月30日、NHK） - 中年の板前
- 月曜ワイド劇場「今、いじめが爆発する!」（1985年、テレビ朝日）
- 誇りの報酬 第9話「オホーツク悲歌」（1985年、NTV） - 網走署・小島刑事長
- 火曜サスペンス劇場（NTV）
  - ロープ殺人事件（1985年、映像プロデュース） - 鈴木栄一
  - 森村誠一の途中下車（1990年、日本映像） - 捜査課長
  - 松本清張作家活動40年記念・けものみち（1991年、総合プロデュース） - 捜査一課長
  - 殺人捜査シリーズ - 大内課長 
    - 殺人捜査（1992年8月25日）
    - 1995年殺人捜査（1995年7月4日）
    - 1996年殺人捜査（1996年12月24日）
    - 1997年殺人捜査（1997年12月30日）
    - 1998年殺人捜査（1998年12月22日）
- 西田敏行の泣いてたまるか 第8話「父ちゃんはタクシードライバー」（1986年、TBS）
- 天使のアッパーカット （1986年、TBS / 大映テレビ） - 校長
- 今朝の秋（1987年、NHK） - 野沢 役
- 裸の大将 （関西テレビ / 東阪企画）
  - 第43話「清がサーカスにやってきた」（1990年） - 野村留造
  - 第64話「生き神様になった清」（1994年） - 宗雄
- さすらい刑事旅情編III 第14話「疑惑!? アリバイ工作をした女」（1991年、ANB）
- あばれ八州御用旅II 第22話「旅人平八郎 怒りの賭場荒らし」（1991年、TX） - 嘉平
- 腕におぼえあり（1992年、NHK） - 田倉屋
- 刑事貴族2 第34話「懐中時計」 （1992年、NTV）
- はぐれ刑事純情派 （テレビ朝日 / 東映）
  - 第6シリーズ 第16話「クレジット詐欺の女・父と娘」（1993年） - 川久保信吉
  - 第10シリーズ 第21話「連続放火魔!? 世間体の女」（1997年）
- 雪（1994年、NHK）
- 麻酔（1994年、NTV） - 小坂昭平 役
- 金田一少年の事件簿（1995年、NTV） - 村の老人
- 水曜ドラマ / 新花へんろ・風の昭和日記（1997年、NHK）

### バラエティ
- ジェスチャー（NHK）
- 底ぬけ脱線ゲーム（日本テレビ）
- ごちそうさま（日本テレビ）

### CM
- 松下電器「マックロードカメラ」（1982年）

### 舞台
- ぬいぐるみミュージカル ピーターパン（1979年、劇団飛行船）- 声の出演[4]